# Xingtang
Der Kreis Xingtang (chinesisch 行唐县, Pinyin Xíngtáng Xiàn) ist ein Kreis der bezirksfreien Stadt Shijiazhuang der chinesischen Provinz Hebei. Er hat eine Fläche von 956,5 km² und zählt 406.353 Einwohner (Stand: Zensus 2010). Sein Hauptort ist die Großgemeinde Longzhou (龙州镇).

## Administrative Gliederung
Auf Gemeindeebene setzt sich der Kreis aus vier Großgemeinden und elf Gemeinden zusammen. Diese sind: 
- Großgemeinde Longzhou 龙州镇
- Großgemeinde Nanqiao 南桥镇
- Großgemeinde Shangbei 上碑镇
- Großgemeinde Koutou 口头镇

- Gemeinde Duyanggang 独羊岗乡
- Gemeinde Anxiang 安香乡
- Gemeinde Zhili 只里乡
- Gemeinde Shitong 市同乡
- Gemeinde Zhaiying 翟营乡
- Gemeinde Chengzhai 城寨乡
- Gemeinde Shangfang 上方乡
- Gemeinde Wangting 玉亭乡
- Gemeinde Beihe 北河乡
- Gemeinde Shanyanzhuang 上阎庄乡
- Gemeinde Jiukouzi 九口子乡